# Campionati europei di skeleton 2007
I Campionati europei di skeleton 2007, tredicesima edizione della manifestazione organizzata dalla Federazione Internazionale di Bob e Skeleton, si sono tenuti il 23 e il 24 febbraio 2007 a Schönau am Königssee, in Germania, sulla Kunsteisbahn am Königssee, il tracciato sul quale si svolse la rassegna continentale del 1982 (unicamente nella specialità maschile). La località dell'Alta Baviera sita al confine con l'Austria ha quindi ospitato le competizioni europee per la seconda volta nel singolo maschile e per la prima in quello femminile. Anche questa edizione si è svolta con la modalità della "gara nella gara" contestualmente all'ottava e ultima tappa della Coppa del Mondo 2006/2007 e ai campionati europei di bob 2007.

## Risultati

### Skeleton uomini
La gara si è disputata il 24 febbraio 2007 nell'arco di due manches e hanno preso parte alla competizione 26 atleti rappresentanti 15 differenti nazioni.
| Pos. | Atleti                | Nazione     | Tempo   | Distacco |
| ---- | --------------------- | ----------- | ------- | -------- |
|      | Aleksandr Tret'jakov  | Russia      | 1:36.13 |          |
|      | Markus Penz           | Austria     | 1:36.26 | +0.13    |
|      | Tomass Dukurs         | Lettonia    | 1:36.37 | +0.24    |
| 4    | Martins Dukurs        | Lettonia    | 1:36.43 | +0.30    |
| 5    | Frank Kleber          | Germania    | 1:36.50 | +0.37    |
| 6    | Matthias Guggenberger | Austria     | 1:36.66 | +0.53    |
| 7    | Adam Pengilly         | Regno Unito | 1:36.76 | +0.63    |
| 8    | Michi Halilovic       | Germania    | 1:36.92 | +0.79    |
| 9    | Frank Rommel          | Germania    | 1:36.97 | +0.84    |
| 10   | Sergej Čudinov        | Russia      | 1:37.16 | +1.03    |

### Skeleton donne
La gara si è svolta il 23 febbraio 2007 nell'arco di due manches e hanno preso parte alla competizione 17 atlete rappresentanti 8 differenti nazioni.
| Pos. | Atleti           | Nazione     | Tempo   | Distacco |
| ---- | ---------------- | ----------- | ------- | -------- |
|      | Anja Huber       | Germania    | 1:38.43 |          |
|      | Maya Pedersen    | Svizzera    | 1:39.47 | +1.04    |
|      | Monika Wołowiec  | Polonia     | 1:39.64 | +1.21    |
| 4    | Jessica Kilian   | Svizzera    | 1:40.13 | +1.70    |
| 5    | Amy Williams     | Regno Unito | 1:40.77 | +2.34    |
| 6    | Kerstin Jürgens  | Germania    | 1:41.36 | +2.93    |
| 7    | Svetlana Trunova | Russia      | 1:41.37 | +2.94    |
| 8    | Donna Creighton  | Regno Unito | 1:41.81 | +3.38    |
| 9    | Barbara Hosch    | Svizzera    | 1:42.04 | +3.61    |
| 10   | Julia Eichhorn   | Germania    | 1:42.60 | +4.17    |

## Medagliere
| Pos.   | Paese    | Oro | Argento | Bronzo | Totale |
| ------ | -------- | --- | ------- | ------ | ------ |
| 1      | Germania | 1   | 0       | 0      | 1      |
| 1      | Russia   | 1   | 0       | 0      | 1      |
| 3      | Austria  | 0   | 1       | 0      | 1      |
| 3      | Svizzera | 0   | 1       | 0      | 1      |
| 5      | Lettonia | 0   | 0       | 1      | 1      |
| 5      | Polonia  | 0   | 0       | 1      | 1      |
| Totale | Totale   | 2   | 2       | 2      | 6      |